# Ashley Hinshaw
 (septembre 2012).
Si vous disposez d'ouvrages ou d'articles de référence ou si vous connaissez des sites web de qualité traitant du thème abordé ici, merci de compléter l'article en donnant les références utiles à sa vérifiabilité et en les liant à la section « Notes et références ».
Ashley Hinshaw est une actrice américaine née le 11 décembre 1988 à La Porte,  Indiana, États-Unis.

## Biographie
Ashley Hinshaw est née le 11 décembre 1988 à La Porte, Indiana, États-Unis. Elle a deux frères aînés, Craig et Chris.
C'est une fan de musique country. Elle a également été modèle pour la marque Abercombie & Fitch.

### Vie privée
Depuis 2014, elle est en couple avec l'acteur Topher Grace. Ils se sont mariés à Santa Barbara en mai 2016. En juillet 2017, ils annoncent attendre leur premier enfant. Leur fille, Mabel Jane Grace, naît cette même année 2017. Leur second enfant naît en 2020.

## Carrière
Elle commence sa carrière en 2009 dans la série Fringe. Il faudra attendre deux ans pour la retrouver dans The Glades et le court métrage The Death and Return of Superman (en) de Max Landis.
En 2012, elle fait ses premiers pas au cinéma dans le film Chronicle de Josh Trank, écrit par Max Landis. Elle joue aux côtés de James Franco dans About Cherry, dans le remake US de LOL, intitulé LOL USA et également dans Rites of Passage avec Wes Bentley.
Elle continue sa carrière au cinéma avec le film Plus One, elle joue aussi avec Jesse Williams dans Snake & Mongoose (en) et apparaît également dans un épisode de la série Enlightened et The League en 2013.
L'année suivante, l'actrice apparaît dans plusieurs épisodes de True Blood.
En 2015, elle fait une apparition dans un épisode d'Agent Carter, ainsi que de Workaholics et elle joue dans le film d'horreur Pyramide.
En 2016, elle joue dans le film mexicain Me estás matando Susana (en) aux côtés de Gael García Bernal, ainsi que dans The Grounds de Peter O'Melia. Du côté du petit écran, elle joue dans un épisode de Cooper Barrett's Guide to Surviving Life et obtient un rôle secondaire dans StartUp aux côtés d'Adam Brody.
En 2017, elle interprète une patiente, Melody Sayers, dans un épisode Chicago Med et joue dans plusieurs épisodes de The Arrangement.

## Filmographie

### Cinéma
- 2012 : Chronicle de Josh Trank : Casey Letter
- 2012 : About Cherry de Stephen Elliott : Angelina
- 2012 : Rites of Passage de W. Peter Iliff : Sandee
- 2012 : LOL USA de Lisa Azuelos : Emily
- 2013 : Plus One (+1) de Dennis Iliadis (en) : Jill
- 2013 : Snake & Mongoose (en) de Wayne Holloway : Lynn Prudhomme
- 2014 : Goodbye to All That (en) d'Angus MacLachlan (en) : Mildred
- 2015 : Pyramide (The Pyramid) de Grégory Levasseur : Dr Nora Holden
- 2015 : A Rising Tide (en) de Ben Hickernell : Sarah
- 2016 : Me estás matando Susana (en) de Roberto Sneider (en) : Irene
- 2018 : The Grounds de Peter O'Melia : Julie

### Courts métrages
- 2011 : The Death and Return of Superman (en) de Max Landis : Une femme
- 2012 : The Hungover Games de Lauryn Kahn
- 2013 : The Incident de David Ariniello et Nick Citton : Holly
- 2018 : Hunter Gatherer d'elle-même : Rose

### Télévision

#### Séries télévisées
- 2009 : Fringe : Blonde
- 2009 : Gossip Girl : elle-même
- 2011 : The Glades : Charlene Turner
- 2013 : Enlightened : Danielle
- 2013 : The League : Rachel
- 2014 : True Blood : Brigette
- 2015 : Agent Carter : Colleen O'Brien
- 2015 : Workaholics : Hilary Winthrop
- 2015 : True Detective : Lacey Lindel
- 2016 : Cooper Barrett's Guide to Surviving Life : Paige
- 2016 : StartUp : Taylor
- 2017 : Chicago Med : Melody Sayers
- 2017 - 2018 : The Arrangement : Lisbeth Graves

#### Téléfilms
- 2012 : Liaisons interdites (TalhotBlond) de Courteney Cox : Katie Brooks